# ويليام ألن إيغان
ويليام ألن إيغان (بالإنجليزية: William Allen Egan)‏ هو سياسي أمريكي وعضو في الحزب الديمقراطي الأمريكي. يعتبر ويليام ألن إيغان أول حاكم لولاية ألاسكا وكذلك يعتبر الحاكم الرابع للولاية ولد ويليام ألن إيغان في 8 من شهر تشرين الأول - أكتوبر من عام 1914 في بلدة فالديز في ولاية ألاسكا انتخب ويليام ألن إيغان عمدة لفالديز في عام 1943 وقد شغل هذا المنصب لمدة ثلاث سنوات تولى منصب حاكم لولاية ألاسكا مرتين غير متعاقبتين المرة الأولى كانت ما بين 3 كانون الثاني - يناير من سنة 1959 إلى 5 كانون الأول - ديسمبر من سنة 1966 والمرة الثانية كانت ما بين 7 كانون الأول - ديسمبر من عام 1970 إلى 2 كانون الأول - ديسمبر من عام 1974 توفي ويليام ألن إيغان في 6 أيار - مايو من عام 1984 في مدينة انكوراج في ولاية ألاسكا الأمريكية.